# Xyloglucane
Le xyloglucane est une hémicellulose présente dans la paroi primaire des cellules des plantes vasculaires, le plus important représentant de ce groupe dans les parois cellulaire des dicotylédones.

## Structure
Il est composé de glucose formant des liaisons β(1→4) avec des ramifications de xylose en α(1→6). Divers sucres peuvent ensuite être attachés au xylose comme le fucose, le galactose etc.

## Biosynthèse
Synthétisé dans l'appareil de Golgi, il est transporté jusqu'à la membrane par des vésicules qui le libèrent en dehors par exocytose.